# DPI
 Denne artikel omhandler patientinddragende systemer. Opslagsordet har også en anden betydning, se Dpi.
DPI står for Digital Patientinddragelse og er et system, der giver patienten et værktøj, som inddrager denne i behandlingen og hjælper til at frigive personalet for administrative opgaver. Eksempler på funktionalitet er at patienten kan: 	
- søge information, der er relevant for patientens eget behandlingsforløb
- angive oplysninger om eget helbred til brug i behandlingen
- se og ændre tidspunkter for aftaler på sygehuset
- kommunikere på skrift, med billeder og video med klinikerne
- anvende værktøjer til hjælp under rehabilitering